# アマト・チチレッティ
アマト・チチレッティ（Amato Ciciretti、1993年12月31日 - ）は、イタリア・ローマ出身のプロサッカー選手。カルチョ・コモ所属。ポジションはFW。

## 経歴
ローマに生まれ、8歳でSSラツィオの下部組織に加入、3年後には同じくローマを本拠地とするASローマの下部組織に加入した。
レンタルで加わったレガ・プロ・プリマ・ディヴィジオーネのカッラレーゼ・カルチョで2012年9月2日にプロデビューを果たした。その後、ラクイラ、ピストイエーゼ、メッシーナへのレンタルを経て、2015年にレガ・プロのベネヴェント・カルチョに移籍。2015-16シーズンにレガ・プロ・ジローネCでの優勝を経験すると、セリエBへと舞台を移した翌2016-17シーズンは、35試合で6得点を記録し、クラブ初のセリエA昇格に貢献した。
2017-18シーズンの開幕戦でセリエAデビューを果たすと同時に初ゴールを記録。12節のアウェイでのユヴェントスFC戦ではフリーキックを直接決め先制点を奪うも、クラブは開幕14連敗を喫し最下位に位置し、自身もシーズン前半戦はこの2得点に留まった。同シーズンの冬のマーケットでセリエBのパルマにレンタル移籍すると、クラブは2位でシーズンを終え、自身は再びセリエA昇格を経験した。
2018年7月1日にSSCナポリに5年契約で加入するも、2018-19シーズンは引き続きパルマにレンタル移籍した。2019年1月には同シーズン終了までセリエBのアスコリ・カルチョに移籍した。2020年1月にエンポリFC、10月にACキエーヴォ・ヴェローナへレンタル移籍した。
2021年8月6日、ポルデノーネ・カルチョに3年契約で移籍。2022年1月26日、カルチョ・コモにレンタル移籍した。

## 所属クラブ
ユース
- SSラツィオ 2001-2004
- ASローマ 2004-2012

プロ
- ASローマ 2012-2015

→ カッラレーゼ・カルチョ 2012-2013 (loan)
→ ラクイラ・カルチョ1927 2013-2014 (loan)
→ USピストイエーゼ1921 2014 (loan)
→ ACRメッシーナ 2015 (loan)
- ベネヴェント・カルチョ 2015-2018

→ パルマ・カルチョ1913 2018 (loan)
- SSCナポリ 2018-2021

→ パルマ・カルチョ1913 2018-2019 (loan)
→ アスコリ・カルチョ1898 FC 2019 (loan)
→ エンポリFC 2020 (loan)
→ ACキエーヴォ・ヴェローナ 2020-2021 (loan)
- ポルデノーネ・カルチョ 2021-

→ カルチョ・コモ 2022- (loan)